# Eherecht der katholischen Kirche
Das Eherecht der katholischen Kirche umfasst alle Regelungen des kanonischen Rechts zum Zustandekommen und zu den Rechtswirkungen einer Ehe. Es geht davon aus, dass die Ehe eine von Gott gewollte natürliche Einrichtung (Institution) zwischen einem Mann und einer Frau ist. Die Ehe ist nach Lehre der katholischen Kirche und der orthodoxen Kirchen ein von Jesus Christus eingesetztes Sakrament.

## Grundlagen des kirchlichen Eherechts

### Die Ehe in der kirchlichen Lehrverkündigung
Im Konzil von Trient (1545–1563) wird in Antwort auf die Reformation die Sakramentalität der Ehe und die alleinige Rechtszuständigkeit der Kirche für die Ehe bestätigt. Das Wesen der Ehe wird auf dem Tridentinum dogmatisch nicht näher vertieft. Wichtiger war für das Konzil die Einführung der kirchlichen Formpflicht als Gültigkeitsbedingung christlicher Ehen, verbunden mit dem Verbot der Geheimehe und der Einführung kirchlicher Tauf- und Traumatrikel (Kirchenbücher).
Erst im 19. Jahrhundert führt die Auseinandersetzung mit dem Liberalismus und Säkularismus zu einer verstärkten theologischen Reflexion über das Wesen der Ehe. Lehramtliche Aussagen über die Ehe finden sich unter anderem in den Enzykliken Arcanum divinae sapientiae (1880) und Casti connubii (1930).
Das Zweite Vatikanische Konzil behandelt insbesondere in der Pastoralkonstitution Gaudium et Spes, Nr. 47–51 die Ehe. In Fortentwicklung der bisherigen Lehre setzt das Zweite Vatikanische Konzil neue Akzente. Unter Punkt 48 wird die Lebensgemeinschaft der Ehepartner betont und in die Definition der Ehe einbezogen. Weiterhin wird hier die eheliche Partnerbeziehung als Weg der Christusbegegnung und „als personale Konkretion des Neuen Bundes“ betont.
Das CIC regelt das materielle Eherecht im IV. Buch Heiligungsdienst der Kirche, Titel VII Ehe in den Canones 1085–1165. Das formelle Eherecht (kirchliches Eheprozessrecht) ist allgemein im VII. Buch Prozesse und dort speziell im Titel III Besondere Arten von Verfahren, Titel I Eheprozesse in den Canones 1671–1707 geregelt. Das materielle Eherecht wird im CIC wie folgt geregelt:
- 0) Allgemeine grundlegende Normen (can. 1055–1062)

- 1) Seelsorge und Vorbereitung der Eheschließung (can. 1063–1072)
- 2) Die trennenden Hindernisse im Allgemeinen (can. 1073–1082)
- 3) Die trennenden Hindernisse im Einzelnen (can. 1083–1094)
- 4) Ehekonsens (can. 1095–1107)
- 5) Eheschließungsform (can. 1108–1123)
- 6) Mischehen (can. 1124–1129)
- 7) Geheime Eheschließung (can. 1130–1133)
- 8) Wirkungen der Ehe (can. 1134–1140)
- 9) Trennung der Ehegatten (can. 1141–1155)
- 10) Gültigmachung der Ehe (1156–1165)

Soweit dies als Vorfrage zur Beurteilung der Möglichkeit einer Eheschließung oder der Wirksamkeit einer Ehe eines Katholiken notwendig ist, hat die römisch-katholische Kirche auch die Gültigkeit etwaiger Vorehen zwischen Nichtgetauften oder zwischen Nichtkatholiken zu beurteilen, die der kirchlichen Jurisdiktion grundsätzlich nicht unterstehen. In der nachkonziliaren kirchlichen Ehegesetzgebung wurde die Formpflicht des katholischen Kirchenrechts für nichtkatholische Christen nicht mehr als Kriterium für die Gültigkeit der Eheschließung vorausgesetzt. Bis 2010 waren auch Katholiken von der Formpflicht ausgenommen, die aus der katholischen Kirche ausgetreten waren. Letzteres führte zu sehr komplizierten Fallkonstellationen und wurde deshalb im Motu proprio Omnium in mentem von Papst Benedikt XVI. wieder abgeschafft.

### Das Recht der katholischen Kirche zur Regelung der Ehe

#### Die Regelungsbefugnis der katholischen Kirche
Wegen des sakramentalen Charakters der Ehe schreibt die katholische Kirche für ihre Gläubigen die Voraussetzungen für einen gültigen Eheschluss verbindlich vor. Eine staatliche Regelungsbefugnis insoweit wird nicht anerkannt. Die staatliche Zivilehe ist aus Sicht der katholischen Kirche für die ihrer Gesetzgebungskompetenz unterfallenden katholischen Christen keine wirksame Ehe, es sei denn, dass in Ausnahmefällen eine rein zivilrechtliche Ehe durch die Kirche zugelassen wird. Etwas anderes ist die Regelung der rein bürgerlichen Wirkungen der Ehe, die als in der Zuständigkeit der weltlichen Gewalt liegend angesehen wird.
Dies kommt in Canon 1059 zum Ausdruck:
„Die Ehe von Katholiken, auch wenn nur ein Partner katholisch ist, richtet sich nicht allein nach dem göttlichen, sondern auch nach dem kirchlichen Recht, unbeschadet der Zuständigkeit der weltlichen Gewalt hinsichtlich der rein bürgerlichen Wirkungen dieser Ehe.“
Nach Lehre der Kirche ist für Katholiken die nur staatliche Eheschließung keine wirksam zustande gekommene Ehe. Diese kommt ausnahmslos erst durch die Spendung des Ehesakraments zustande. Von der Formpflicht der kirchlichen Trauung dagegen kann es vereinzelt Ausnahmen (Dispens) geben, in diesem Fall gilt aber die Eheschließung vor dem Standesbeamten (oder dem evangelischen Geistlichen) als sakramental.

#### Regelungen zwischen der katholischen Kirche und dem jeweiligen Staat
Das Kirchenrecht der katholischen Kirche regelt die Voraussetzungen und die Rechtsfolgen der Ehe, soweit es für Katholiken von Belang ist. Das staatliche Eherecht wird kirchlicherseits für Personen, die der kirchlichen Jurisdiktion unterworfen sind, nicht als verbindlich anerkannt. Im Rahmen von Verträgen (Konkordaten) zwischen dem Heiligen Stuhl und einzelnen Staaten wird das Verhältnis kirchlichen und staatlichen Eherechts näher geregelt.
Im Deutschen Reich setzte Bismarck gegen Widerstände (siehe Kulturkampf) die Zivilehe durch. Das Verbot der religiösen Voraustrauung von 1875 schrieb vor, dass die standesamtliche vor der kirchlichen Eheschließung vorgenommen werden musste; Geistliche, die diesem Verbot zuwiderhandelten, drohten ursprünglich Geldstrafen oder bis drei Monate Haft. Im Reichskonkordat, dem 1933 zwischen dem Heiligen Stuhl und dem Deutschen Reich geschlossenen Staatskirchenvertrag, stimmte die katholische Kirche dieser Regelung weitgehend zu. Danach war es in Deutschland bis zur Aufhebung des Verbotes der religiösen Voraustrauung am 31. Dezember 2008 den Eheleuten auch kirchlicherseits grundsätzlich verboten, sich kirchlich zu trauen, ohne zuvor standesamtlich eine Ehe geschlossen zu haben. 
Die Regelung aus dem Reichskonkordat besteht weiter. Die Deutsche Bischofskonferenz schreibt vor, dass nur in begründeten Ausnahmefällen eine kirchliche Trauung ohne vorhergehende Ziviltrauung vorgenommen werden solle. Für diese Ausnahmen haben die deutschen Bischöfe eine einschlägige Ordnung erlassen:
- Ordnung für kirchliche Trauung ohne Ziviltrauung (Memento vom 11. Februar 2013 im Webarchiv archive.today)

Für andere Staaten sind in den jeweiligen Konkordaten unterschiedliche Regelungen vorgesehen. In einigen katholischen Ländern (Polen, Spanien) gilt eine nach katholischem Kirchenrecht geschlossene Ehe bereits damit auch als zivilrechtrechtlich wirksam; in Italien gilt darüber hinaus, dass die Nichtigkeit einer Ehe nach katholischem Kirchenrecht auch zur Nichtigkeit der Zivilehe führt.

## Wesen und Eigenschaften der Ehe

### Die Ehe als naturrechtliche Institution
Die katholische Kirche betrachtet die Ehe als eine sich aus der Natur des Menschen ergebende Einrichtung (Institution), deren Wesen und Eigenschaften sich aus der personalen Liebe zwischen Mann und Frau und ihrer grundsätzlichen Offenheit für Kinder ergeben.
Dass die Ehe nur zwischen Mann und Frau möglich und grundsätzlich unauflöslich ist, betrachtet die katholische Kirche als Folge der von Gott geschaffenen menschlichen Natur.

### Die Ehe als Vertrag sui generis und Bund der Eheleute
Bei der Ehe ist der Entstehungstatbestand (der Ehevertrag) und das daraus entstehende Rechtsverhältnis zwischen den Eheleuten (das Eheband) zu unterscheiden.
Die Ehe wird begründet durch einen Vertrag zwischen den Eheleuten. Dieser Vertrag wird Ehekonsens (contractus matrimonialis, can. 1055 § 2) genannt.
Im Kirchengesetzbuch von 1917 (CIC 1917) herrschte das „Vertragsmodell“ vor.
„Da diese rein rechtliche Kategorie als zu eng und nicht gänzlich zutreffend erkannt wurde, nannte man die Ehe einen contractus sui generis (Vertrag eigener Art).“
Unter dem Einfluss des Zweiten Vatikanischen Konzils wird die Ehe im Kirchengesetzbuch 1983 (CIC 1983) nunmehr auch Bund (Ehebund, matrimoniale foedus, can. § 1055 § 1). Dadurch wird zum einen die personale Dimension der Ehe und zum anderen „die Abbildlichkeit der Ehe für den Bund Gottes mit den Menschen (neutestamentlich: für den Bund Christi mit der Kirche)“ betont.

### Die Ehe als Sakrament
Nach Lehre der katholischen Kirche ist die Ehe zwischen Getauften ein Sakrament. Nach can. 1055 § 1 wurde der „Ehebund … zwischen Getauften von Christus dem Herrn zur Würde eines Sakramentes erhoben“ und in can. 1055 § 2 heißt es „Deshalb kann es zwischen Getauften keinen gültigen Ehevertrag geben, ohne dass er zugleich Sakrament ist.“ Dies wurde auf dem Konzil von Trient als Reaktion auf die gegenteiligen Auffassungen der Reformatoren ausdrücklich bestätigt. Deshalb werden auch die Ehen von getauften Nichtkatholiken als sakramental angesehen.

#### Der Spender des Sakraments der Ehe
Nach in der katholischen Kirche herrschender Auffassung sind Spender des Ehesakraments die Eheleute selbst.
Die Frage nach dem Spender des Sakraments der Ehe ist jedoch kontrovers und es gibt folgenden Meinungsstand:
(A) Es gibt einen menschlichen Spender des Ehesakraments.
(A I) Die Eheleute spenden sich selbst das Sakrament der Ehe.
(A I 1) Der Priester oder Diakon ist nur qualifizierter Zeuge.
(A I 2) Die priesterliche/diakonale Mitwirkung ist Gültigkeitsbedingung.
(A II) Der Priester oder Diakon spendet das Sakrament der Ehe.
(B) Es gibt keinen menschlichen Spender der Ehe: Christus allein macht den Ehebund zum Sakrament.
Nach herrschender Auffassung in der katholischen Kirche sind die Brautleute selbst die Spender des Ehesakraments (A I 1). Die Auffassung A I 2 wird nur vereinzelt, die Auffassung A II wurde in der älteren Literatur und die Auffassung (B) wird – wohl nur vereinzelt – von Lüdicke vertreten, wobei anzumerken ist, dass letztlich immer Christus als Spender der Sakramente gilt.
Nach der herrschenden Meinung in der orthodoxen Kirche gilt (A II), das heißt, der Priester bzw. der Bischof ist der Spender des Ehesakraments.

#### Die Sakramentalität der Ehe in Problemfällen
Nach katholischem Verständnis ist jede Ehe zwischen Getauften ein Sakrament, also auch dann, wenn diese evangelisch oder aus der katholischen Kirche ausgetreten sind und auch dann, wenn die Ehepartner dies nach ihrem eigenen Verständnis nicht so verstehen.
Sieht man mit der herrschenden Lehre in den Eheleuten selbst die Spender des Ehesakraments, so verlangt die allgemeine Sakramentenlehre zur Wirksamkeit der Spendung eines Sakraments, die Absicht, zu tun wie die Kirche tut.
Papst Johannes Paul II. führte in seiner Enzyklika Familiaris consortio 1981 aus:

„68. […] Das Sakrament der Ehe hat vor den anderen diese Besonderheit: Es umfaßt als Sakrament eine Wirklichkeit, die bereits in der Schöpfungsordnung vorliegt; es ist derselbe Ehebund, den der Schöpfer „im Anfang“ begründet hat. Wenn sich ein Mann und eine Frau daher entschließen, eine Ehe im Sinne dieses Schöpfungsplanes miteinander einzugehen, das heißt, sich durch ihr unwiderrufliches Eheversprechen für ihr ganzes Leben zu einer lebenslangen Liebe und einer unbedingten Treue zu verpflichten, dann ist in diesem Entschluß tatsächlich, wenn auch nicht ganz bewußt, eine Haltung tiefen Gehorsams vor dem Willen Gottes enthalten, die es ohne seine Gnade nicht geben könnte. Sie befinden sich deshalb bereits auf einem wirklichen Heilsweg, den die Feier des Sakramentes und die unmittelbare Vorbereitung hierauf ergänzen und zu seinem Ziel bringen können, da ja die rechte Absicht vorliegt.“

„[…] Der Umstand allein, daß in die Bitte um kirchliche Trauung auch gesellschaftliche Motive miteinfließen, rechtfertigt deshalb noch nicht eine eventuelle Ablehnung von seiten der Seelsorger. Hinzu kommt, wie das Zweite Vatikanische Konzil lehrt, daß die Sakramente schon durch die liturgischen Worte und Riten den Glauben nähren und stärken, jenen Glauben, dem die Brautleute bereits durch ihre rechte Absicht zustreben, die in Christi Gnade sicher weitere Hilfe und Stütze finden wird.“

Dies wird auf alle Getaufte angewandt: Weder die fehlende Kenntnis der Sakramentalität, noch eine mangelnde Kirchlichkeit, noch ein mangelnder Glaube, sondern nur die formelle positive Zurückweisung der Sakramentalität der Ehe durch einen nicht-katholischen Getauften schlössen die Sakramentalität aus. Daraus folgt, dass nur in diesem Fall ein Unwirksamkeitsgrund gemäß can. 1101 § 2 (Ehenichtigkeitsgrund) vorliegt.

### Die Ziele der Ehe
Der canon 1013 § 1 des CIC von 1917 nannte als erstrangigen Zweck der Ehe die Zeugung und Erziehung von Nachkommenschaft und als zweitrangige Zwecke die „gegenseitige Hilfe und die Abhilfe gegen die Begehrlichkeit“. Die neue personalistischere Perspektive spätestens seit dem Zweiten Vatikanischen Konzil findet im CIC von 1983 in einer Neuakzentuierung seinen Ausdruck. Das Wohl der Ehegatten und die Zeugung und die Erziehung von Nachkommenschaft werden ohne ausdrückliche Angabe eines Hierarchieverhältnisses angeführt (can. 1055 § 1), das Wohl der Ehegatten wird zuerst genannt.

### Die Eigenschaften der Ehe
Im can. 1056 heißt es: „Die Wesenseigenschaften der Ehe sind die Einheit und die Unauflöslichkeit, die in der christlichen Ehe im Hinblick auf das Sakrament eine besondere Festigkeit erlangen.“ Einheit und Unauflöslichkeit gelten dabei als Wesenseigenschaften einer jeden Ehe, nicht nur der Ehe zwischen Katholiken.
Einheit der Ehe meint, dass eine Ehe nur zwischen jeweils einem Mann und einer Frau bestehen kann. Dem widerspricht sowohl die gleichzeitige (synchrone) als auch die zeitlich nachfolgende (sukzessive) Doppel- oder Mehrehe.
Die Unauflöslichkeit der Ehe betrifft das rechtliche Eheband der Eheleute. Davon ist die tatsächliche – vorübergehende oder dauerhafte – Trennung bei bleibendem Eheband (cann. 1151–1155) zu unterscheiden. Von der rechtsgestaltenden Auflösung des Ehebandes ist die Ehenichtigkeit, auch Eheannullierung zu unterscheiden.
Die Unauflöslichkeit der Ehe gilt nach can. 1141 absolut nur für den Fall der gültigen, vollzogenen und sakramentalen Ehe. Das heißt, auch eine gültig geschlossene Ehe kann aufgelöst werden, wenn sie entweder nicht vollzogen wurde oder in Ausnahmefällen zugunsten des Glaubens (bei Glaubensübertritt eines Partners), wenn es sich um eine nicht sakramentale Ehe zwischen Ungetauften handelt, selbst wenn sie vollzogen wurde. Ungetaufte Geschiedene können keine neue gültige Ehe mit einem katholischen Partner eingehen, weil sie durch die zivile Trauung von der Natur der Ehe her gebunden sind.

## Die Vorbereitung auf die Ehe

### Das Verlöbnis
Nach can. 1062 § 2 kann, wie im staatlichen Recht, aufgrund eines Verlöbnisses nicht auf die Eheschließung, sondern allenfalls auf Schadensersatz geklagt werden. Einzelheiten des Verlöbnisses richten sich nach can. 1062 § 1 nach dem Partikularrecht der Bischofskonferenzen unter Berücksichtigung der örtlichen und weltlichen Gegebenheiten.

### Seelsorge und Vorbereitung zur Eheschließung
Die Brautleute sollen entsprechend den can. 1063–1072 auf die Ehe seelsorgerisch vorbereitet werden.
Katholiken, die das Sakrament der Firmung noch nicht empfangen haben, sollen sich vor der Eheschließung firmen lassen (can. 1065 § 1). Den Brautleuten wird dringend empfohlen zur Beichte und zur Kommunion zu gehen (can. 1065 § 2).
Vor der Eheschließung muss feststehen, dass der gültigen und erlaubten Eheschließung nichts im Wege steht (can. 1066). Dazu wird ein Brautexamen (can. 1067) durchgeführt. Das Ergebnis des Brautexamens wird in Deutschland im Ehevorbereitungsprotokoll festgehalten. Etwaige Ehehindernisse müssen von Gläubigen mitgeteilt (can. 1069) werden.
In bestimmten Fällen bedarf die Eheschließung der vorherigen Erlaubnis des Ortsordinarius (Diözesanbischof). Im can. 1071 heißt es dazu:
„Abgesehen vom Notfall darf niemand ohne Erlaubnis des Ortsordinarius assistieren:
1° bei der Eheschließung von Wohnsitzlosen;
2° bei der Eheschließung, die nach Vorschrift des weltlichen Gesetzes nicht anerkannt oder vorgenommen werden kann;
3° bei der Eheschließung einer Person, die natürliche Verpflichtungen gegenüber einem anderen Partner oder gegenüber Kindern aus einer früheren Verbindung hat;
4° bei der Eheschließung dessen, der offenkundig vom katholischen Glauben abgefallen ist;
5° bei der Eheschließung eines mit einer Beugestrafe Belegten;
6° bei der Eheschließung eines Minderjährigen, der ohne Wissen oder gegen den begründeten Widerspruch der Eltern die Ehe schließen will;
7° bei der Eheschließung, die gemäß can. 1105 durch einen Stellvertreter erfolgen soll.
Der Ortsordinarius darf die Erlaubnis zur Assistenz bei der Eheschließung eines offenkundig vom katholischen Glauben Abgefallenen nur geben, wenn die Vorschriften des can. 1125 sinngemäß erfüllt sind.“
Nach can. 1072 haben „die Seelsorger darum besorgt zu sein, dass Jugendliche von der Eheschließung abgehalten werden, solange sie nicht jenes Alter erreicht haben, in welchem die Ehe nach Landessitte geschlossen zu werden pflegt.“

## Das Zustandekommen der Ehe

### Der Ehekonsens
Die Ehe setzt notwendig den wechselseitig geäußerten Willen, eine Ehe eingehen zu wollen (Ehekonsens) voraus: „Der Ehekonsens ist der Willensakt, durch den Mann und Frau sich in einem unwiderruflichen Bund gegenseitig schenken und annehmen, um eine Ehe zu gründen.“ (Canon 1057 § 1.)

#### Ehewillensunfähigkeit
Nach can. 1058 können alle die Ehe schließen, die rechtlich nicht daran gehindert sind.
Can. 1095 regelt Aspekte der Ehefähigkeit. Man spricht auch von psychisch bedingter Ehefähigkeit. Begrifflich und systematisch ist der can. 1095 ungenau, da er zum einen die Frage der rechtsgeschäftlichen Zurechenbarkeit (Ehewillensfähigkeit) und zum anderen die psychische Möglichkeit der Eheführung (Eheführungsfähigkeit) regelt.
Die Ehewillensfähigkeit ist in Can. 1095 wie folgt geregelt:
„Unfähig, eine Ehe zu schließen, sind jene:
1° die keinen hinreichenden Vernunftgebrauch haben;
2° die an einem schweren Mangel des Urteilsvermögens leiden hinsichtlich der wesentlichen ehelichen Rechte und Pflichten, die gegenseitig zu übertragen und zu übernehmen sind.“

#### Maßgeblichkeit des inneren Willens
Anders als nach der Rechtsgeschäftslehre des Bürgerlichen Gesetzbuches (BGB) ist nach kirchlichem Recht nicht die objektive Erklärung, die nach dem Empfängerhorizont auf einen bestimmten Rechtsgeschäftswillen schließen lässt, sondern der wirkliche Wille der Parteien maßgeblich. Dies führt zu der Möglichkeit, dass anders als nach § 116 BGB ein geheimer Vorbehalt bezüglich bestimmter Eheinhalte zur Unwirksamkeit, das heißt zur Nichtigkeit der Ehe führt.
Nach Can. 1101 § 1 gilt jedoch die Vermutung für einen gültigen Eheschlusswillen:

„Es wird vermutet, daß der innere Ehekonsens mit den bei der Eheschließung gebrauchten Worten oder Zeichen übereinstimmt.“

#### Konsensmängel
Konsensmängel können zu einer ungültigen Eheschließung führen. Sie werden in den cann. 1096–1103 geregelt. Die Einzelheiten sind unter Ehekonsens dargestellt.

#### Erklärungsform
Der Eheschluss erfolgt mündlich, notfalls durch gleichbedeutende Zeichen (Can. 1104 § 2). Die Hilfe eines Dolmetschers wird in Can. 1106 geregelt.

#### Möglichkeit der Stellvertretung
Nach Can. 1104 § 1 gilt: „Zum gültigen Abschluss einer Ehe ist notwendig, dass die Eheschließenden gleichzeitig anwesend sind, entweder persönlich oder durch einen Stellvertreter.“ Die näheren Voraussetzungen eines Ehevertragsschlusses durch einen Stellvertreter sind in Can. 1105 ausgeführt.

#### Grundsatz der Öffentlichkeit
Die Eheschließung erfolgt im Normalfall öffentlich. Davon darf nur in Notfällen (siehe unten) oder „aus einem schwerwiegenden und dringenden Grund“ abgesehen werden (can. 1130), wobei auch die geheime Eheschließung unter Eheassistenz eines kirchlichen Vertreters in Gegenwart von Trauzeugen stattzufinden hat (can. 1131).

### Die Eheführungsunfähigkeit
Neu in das CIC 1983 aufgenommen ist in Can. 1095 die psychisch bedingte Eheunfähigkeit im engeren Sinn, auch Eheführungsunfähigkeit genannt.
Die entsprechende Vorschrift lautet:
„Unfähig, eine Ehe zu schließen, sind jene: […]
3° die aus Gründen der psychischen Beschaffenheit wesentliche Verpflichtungen der Ehe zu übernehmen nicht imstande sind.“
Der Regelung liegt das allgemeine Prinzip zugrunde, dass eine auf (hier: subjektiv) Unmögliches gerichtete Willenserklärung unwirksam ist. Da es beim Eherecht nicht um Verantwortlichkeit oder Schadensersatz geht, wird dieses Prinzip – anders als etwa im Fall des BGB – uneingeschränkt zur Anwendung gebracht.

### Ehehindernisse
Ehehindernisse verhindern das kirchenrechtlich gültige Zustandekommen einer Ehe unabhängig vom Willen der Beteiligten und von der Einhaltung der formalen Erfordernisse der Eheschließung.
Sie sind in den can. 1083–1094 näher geregelt.
- Einzelheiten unter Ehehindernisse

### Erlaubnisvorbehalt bei Mischehen
Das CIC unterscheidet die Mischehe zwischen Getauften und die Mischehe eines Katholiken mit einem Ungetauften.

#### Mischehe zwischen Katholiken und Getauften
Eine Mischehe ist nur mit ausdrücklicher Erlaubnis zulässig. Dies folgt aus Can. 1124:
„Die Eheschließung zwischen zwei Getauften, von denen der eine in der katholischen Kirche getauft oder nach der Taufe in sie aufgenommen worden ist, der andere Partner aber einer Kirche oder kirchlichen Gemeinschaft zugezählt wird, die nicht in voller Gemeinschaft mit der katholischen Kirche steht, ist ohne ausdrückliche Erlaubnis der zuständigen Autorität verboten.“
Die Voraussetzungen für eine Erlaubnis ergeben sich aus Can. 1125:

„Eine solche Erlaubnis kann der Ortsordinarius gewähren, wenn ein gerechter und vernünftiger Grund vorliegt; er darf sie nur erteilen, wenn die folgenden Bedingungen erfüllt sind:

1° der katholische Partner hat sich bereitzuerklären, Gefahren des Glaubensabfalls zu beseitigen, und er hat das aufrichtige Versprechen abzugeben, nach Kräften alles zu tun, daß alle seine Kinder in der katholischen Kirche getauft und erzogen werden;

2° von diesen Versprechen, die der katholische Partner abgeben muß, ist der andere Partner rechtzeitig zu unterrichten, so daß feststeht, daß er wirklich um das Versprechen und die Verpflichtung des katholischen Partners weiß;

3° beiden Partnern sind die Zwecke und die Wesenseigenschaften der Ehe darzulegen, die von keinem der beiden Eheschließenden ausgeschlossen werden dürfen.“

Gemäß Can. 1126 hat die Bischofskonferenz die Modalitäten der notwendigen Erklärungen im Einzelnen zu regeln.

#### Mischehe zwischen Katholiken und Ungetauften
Die Heirat eines Ungetauften ist nach Can. 1086 § 1 ein Ehehindernis:
„Ungültig ist eine Ehe zwischen zwei Personen, von denen eine in der katholischen Kirche getauft oder in sie aufgenommen wurde, die andere aber ungetauft ist.“
Von diesem Hindernis kann jedoch unter denselben Voraussetzungen wie im Fall einer Mischehe zwischen einem Katholiken und einem Getauften dispensiert werden:
„Von diesem Hindernis darf nur dispensiert werden, wenn die Bedingungen der cann. 1125 und 1126 erfüllt sind.“
Dabei ist die Vermutungsregelung des Can. 1086 § 3 zu beachten:
„Galt ein Partner zur Zeit der Eheschließung gemeinhin als getauft oder war seine Taufe zweifelhaft, so ist gemäß can. 1060 die Gültigkeit der Ehe so lange zu vermuten, bis der sichere Beweis erbracht wird, daß der eine Partner getauft, der andere aber nicht getauft ist.“

### Die Eheschließungsform

#### Allgemeines
Die Einhaltung der kirchenrechtlich vorgeschriebenen Form der Eheschließung (kanonische Form) ist für einen Katholiken, der nicht durch einen formalen Akt von der Kirche abgefallen ist, verpflichtend, auch wenn der andere Partner nicht Katholik oder nicht Getaufter ist (can. 1059, 1117).
Seit dem Konzil von Trient wurde zur Vermeidung geheimer Ehen – von denen hinterher insbesondere der Mann nicht mehr wissen will – für den Regelfall die Pflicht einer Eheschließung der Brautleute in Assistenz eines Vertreters der katholischen Kirche vorgeschrieben (can. 1108 § 1) (kanonische Eheschließung (can. 1127 § 3) – im engeren Sinn). In Notfällen kann unter bestimmten Voraussetzungen eine Eheschließung ohne kirchliche Eheassistenz vor Zeugen ausreichen (can. 1116).
Eine Befreiung von der Einhaltung der Form der kanonischen Eheschließung ist in Einzelfällen bei der Ehe eines Katholiken mit einem anderen Getauften (can. 1127 § 2) (konfessionsverschiedene Mischehe) möglich, wenn dem erhebliche Schwierigkeiten entgegenstehen.

#### Die kanonische Eheschließungsform im Regelfall
Nach can. 1108 § 1 ist die Assistenz eines zuständigen kirchlichen Vertreters und die Gegenwart zweier Zeugen Voraussetzung für die Gültigkeit einer Ehe.
Ein kirchlicher Vertreter kraft eigenen Rechts (originär) kann ein Bischof oder ein Priester (can. 1109, 1110) sein oder – kraft Delegation – ein Priester oder ein Diakon (can. 1111 § 2), in seltenen Ausnahmefällen auch ein beauftragter Laie (can. 1112) sein. Die originäre Befugnis zur Eheassistenz haben ein Ortsordinarius oder Ortspfarrer innerhalb der Grenzen ihres Gebietes, sofern sie nicht exkommuniziert, interdiziert oder vom Amt suspendiert sind (can. 1109); ein Personalordinarius oder Personalpfarrer innerhalb der Grenzen ihres Bereichs (can. 1110).
In Fällen der Delegation (can. 1111) ist der Nachweis des Ledigenstandes der Brautleute (can. 1113) und im Fall allgemeiner Delegation die Erlaubnis des delegierenden Pfarrers (can. 1114) sicherzustellen. Die Eheschließung ist im Regelfall in der Pfarrei des Haupt- oder Nebenwohnsitzes vorzunehmen, mit Erlaubnis des Ortspfarrers auch anderswo (can. 1115).

#### Die Befreiung von der kanonischen Eheschließungsform in Ausnahmefällen

##### Notfälle
Für Notfälle sind die Mindestvoraussetzungen für eine Eheschließung in can. 1116 wie folgt geregelt:

„§ 1. Wenn ohne schweren Nachteil niemand herbeigeholt oder angegangen werden kann, der nach Maßgabe des Rechts für die Eheschließungsassistenz zuständig ist, können jene, die eine wahre Ehe eingehen wollen, diese gültig und erlaubt allein vor den Zeugen schließen:
1° in Todesgefahr;
2° außerhalb von Todesgefahr, sofern vernünftigerweise vorauszusehen ist, dass der Zustand dieser Verhältnisse einen Monat andauern wird.
§ 2. In beiden Fällen muss, wenn ein anderer Priester oder Diakon anwesend sein kann, dieser gerufen werden und zusammen mit den Zeugen bei der Eheschließung dabeisein, unbeschadet der Gültigkeit der Eheschließung allein vor den Zeugen.“

##### Mischehen
Auch für Mischehen zwischen Getauften gilt die Notwendigkeit der Einhaltung der kanonischen Eheschließungsform als Gültigkeitsvoraussetzung für eine Ehe (can. 1127 § 1 in Verbindung mit can. 1108).
Im Fall einer Mischehe zwischen Getauften ist die Abhaltung einer zweiten religiösen Trauungsfeier vor oder nach der kanonischen Eheschließung nicht erlaubt:

„Es ist verboten, vor oder nach der kanonischen Eheschließung gemäß § 1 eine andere religiöse Trauungsfeier zur Abgabe oder Erneuerung des Ehekonsenses vorzunehmen; gleichfalls darf keine religiöse Feier stattfinden, bei welcher der katholische Assistierende und der nichtkatholische Amtsträger zugleich, jeder in seinem Ritus, den Konsens der Partner erfragen.“

Bei der Eheschließung eines Katholiken/einer Katholikin mit einem Nichtkatholiken/einer Nichtkatholikin nach orientalischen Ritus ist auch nach Maßgabe des can. 1108 die kanonische Eheschließungsform einzuhalten. Die Nichteinhaltung führt jedoch nicht zur Ungültigkeit, wenn die sonstigen Rechtsvorschriften gewahrt werden und ein geistlicher Amtsträger mitwirkt (can. 1127 § 1).
Nach Maßgabe des can. 1127 § 2 kann im Fall der Mischehe zwischen Getauften von der kanonischen Eheschließungsform dispensiert werden:

„§ 2. Wenn erhebliche Schwierigkeiten der Einhaltung der kanonischen Form entgegenstehen, hat der Ortsordinarius des katholischen Partners das Recht, davon in Einzelfällen zu dispensieren, jedoch erst nach Befragen des Ordinarius des Eheschließungsortes und unbeschadet der zur Gültigkeit erforderlichen Einhaltung irgendeiner öffentlichen Eheschließungsform; es ist Aufgabe der Bischofskonferenz, Vorschriften zu erlassen, nach denen die genannte Dispens in einheitlicher Weise zu erteilen ist.“

Im Fall religionsverschiedener Mischehen gelten die Bestimmungen zur Eheschließungsform im Fall der konfessionsverschiedenen Mischehe entsprechend, wobei die Notwendigkeit der Erlaubnis nach can. 1086 § 1 zu beachten ist.

#### Mitteilungs- und Beurkundungspflichten
Nach der Eheschließung sind die in den can. 1121–1123 näher geregelten Informations- und Beurkundungspflichten zu beachten.

## Die Beendigung einer Ehe

### Allgemeines
„Was aber Gott verbunden hat, das darf der Mensch nicht trennen.“

Diese biblische Aussage bedeutet nach katholischem Verständnis, dass eine gültige und durch Geschlechtsverkehr vollzogene Ehe (vgl. 1061, §  1  CIC) zwischen Getauften allein durch den Tod aufgelöst werden kann (1141–1143  CIC; 853 f.  CCEO; objektive Unauflöslichkeit). Möglich sind allerdings
- die Nichtigerklärung einer von Anfang an ungültigen Ehe (1073 ff.  CIC/790 ff.  CCEO; Verfahren: 1671 ff.  CIC/1357 ff.  CCEO)
- die Auflösung einer gültigen, aber nicht vollzogenen Ehe (1142  CIC/862  CCEO; Verfahren: 1697 ff.  CIC/1384  CCEO)
- die Auflösung der Ehe zwischen einer getauften und einer ungetauften Person (Glaubensprivileg; Normen der Glaubenskongregation von 2001)
- die Auflösung der Ehe zwischen zwei ungetauften Personen (Paulinisches Privileg; 1143 ff.  CIC/854 ff.  CCEO)
- die Todeserklärung bei Unsicherheit hinsichtlich des Versterbens (Verfahren: 1707  CIC/1383  CCEO)
- ferner die Trennung der Ehegatten bei bleibendem Eheband (1151 ff.  CIC/863 ff.  CCEO; Verfahren: 1692 ff.  CIC/1378 ff.  CCEO).

In Fällen von Ehezerrüttung oder Ehebruch o. ä. gesteht die Kirche in besonderen Härtefällen (etwa bei einem „Kuckuckskind“ oder manifester Gewalt) den Eheleuten nur die „Trennung von Tisch und Bett“ (lat. separatio quoad torum et mensam), nicht aber die Scheidung zu.
Hinsichtlich der Beendigung einer Ehe ist zwischen der rechtlichen und der tatsächlichen Ebene zu unterscheiden. Eine Trennung bei bleibendem Eheband beendet nicht das rechtliche Eheband, sondern nur das tatsächliche Zusammenleben der Ehegatten. Es ist (nur) unter den Voraussetzungen der cann. 1151–1155 erlaubt. Hinsichtlich des Bestehens eines Eherechtsverhältnisses (Eheband) ist die Frage zu unterscheiden, ob überhaupt ein Eheband wirksam zustande kommt, und die andere Frage, ob ein gültig vereinbartes Eheband aufgelöst werden kann. Während das Nichtbestehen eines Rechtsverhältnisses lediglich festgestellt wird, bedarf es einer auflösenden Rechtsgestaltung im Fall eines wirksamen Eheschlusses.
Sowohl nach dem staatlichen Eherecht (in Deutschland) als auch nach dem kirchlichen Eherecht kommt den (Schein-)Ehegatten weder die Feststellung des Nichtbestehens einer wirklichen Ehe noch das Recht der einseitigen (Kündigung, Anfechtung) oder einvernehmlichen rechtsgestaltenden Auflösung (Aufhebungsvertrag) zu. Dies kann allein eine dafür zuständige staatliche bzw. hier kirchliche Stelle. Insofern gibt es eine absolute subjektive Unauflöslichkeit der Ehe.

### Die Feststellung der Nichtigkeit
Die sogenannte Eheannullierung ist die Feststellung der Nichtigkeit einer Ehe auf dem Gerichts- oder Verwaltungsweg. Sie ist keine Auflösung einer bestehenden Ehe (Scheidung), sondern die Feststellung, dass keine gültige Ehe zustande kam.
Aus drei Gründen kann eine Eheschließung für nichtig erklärt werden, wenn nämlich bei ihrem Abschluss
1. ein trennendes Ehehindernis vorgelegen hat (impedimentum dirimens) – oder
2. der erforderliche Ehewille bei einem oder bei beiden Partnern gefehlt hat (defectus consensus) – siehe auch Ehekonsens – oder
3. die vorgeschriebene Eheschließungsform nicht eingehalten wurde (defectus formae).

Es sind vier Verfahrensarten beim kirchlichen Ehegericht bzw. Eheprozess zu unterscheiden:
1. das ordentliche Gerichtsverfahren (cann. 1671 ff., 1501 ff. CIC/cann. 1357 ff., 1185 ff. CCEO, processus ordinarius)
2. das Gerichtsverfahren aufgrund von Urkunden (cann. 1688–90 CIC/cann. 1374–76 CCEO, processus documentalis; vgl. auch Urkundenprozess)
3. seit Ende 2015 der sogenannte kürzere Eheprozess vor dem Bischof (cann. 1683–87 CIC/cann. 1369–73 CCEO, processus matrimonialis brevior coram episcopo; vgl. Mitis Iudex Dominus Iesus); der Papst als Bischof von Rom traf seine erste Entscheidung im kürzeren Verfahren am 13. Juli 2017[15]
4. die Feststellung der Ehenichtigkeit im Verwaltungsweg bei formlos (d. h. i. d. R. nur weltlich) geschlossenen Ehen formpflichtiger Katholiken (cann. 1066 f. CIC[16] /cann. 784 f. CCEO).

Weltweit ergingen 2017 insgesamt 56.890 erstinstanzliche gerichtliche Entscheidungen in Ehenichtigkeitssachen (90,6 % davon im ordentlichen Verfahren, 6,4 % im Urkundenverfahren und 3,0 % im kürzeren Verfahren). In 86 % der Fälle wurde für die Nichtigkeit entschieden (pro nullitate). In Deutschland waren es insgesamt 867 erstinstanzliche Entscheidungen (85 % pro nullitate), in Österreich 164 (79 % p. n.) und in der Schweiz 74 (88 % p. n.). Demgegenüber lag die Zahl der Anträge auf Eheauflösung wegen Nichtvollzugs weltweit bei nur 242, in Deutschland bei 13. Zum Vergleich: Weltlicherseits gab es in Deutschland 2016 insgesamt 162.397 Ehescheidungen (§ 1564 ff. BGB) und 118 Eheaufhebungen wegen anfänglicher Mängel (§ 1313 ff. BGB).
Weitere Einzelheiten siehe unter: Ehenichtigkeit (Kirchenrecht).

#### Die Gültigmachung einer unwirksamen Ehe

##### Allgemeines
Die Gültigmachung (Konvalidation) betrifft eine bislang bloß dem äußeren Anschein nach gültige, tatsächlich aber ungültige Ehe.
Zwar ist der eigentliche Grund des gesamten kanonischen Eherechts, ungültige Eheschließungen nach Möglichkeit zu verhindern; trotzdem kommt es vor,
- dass der Ehewille eines oder beider Partner mangelhaft war oder
- dass durch ein Ehehindernis oder einen Formmangel die Ehe nichtgültig zustande gekommen ist

Angesichts der sakramentalen Würde der Ehe (can. 1055) und ihrer großen Bedeutung sowohl für die kirchliche Gemeinschaft als auch für das Seelenheil der Betroffenen stellen nichtige Ehen schwere Beeinträchtigungen im Leben der Gatten, der Kinder und der Kirche dar, die zumindest im Nachhinein nach Möglichkeit beseitigt werden müssen.
Der Weg der Trennung der Partner, deren Eheschließung nicht gültig zustande gekommen ist, ist in vielen Fällen weder gut noch möglich, da in aller Regel auch aus nicht gültig zustandegekommenen Ehen naturrechtliche Pflichten entstehen, deren man sich nicht ohne weiteres entledigen kann und darf. Can. 1676 rät dem Eherichter, zuvor zu versuchen, die Eheleute dazu zu bewegen, ihre Ehe, falls möglich, gültig zu machen und die eheliche Lebensgemeinschaft wiederherzustellen, wenn seiner Einschätzung nach dafür Hoffnung besteht.

##### Voraussetzungen
1) Die Gültigmachung einer Ehe setzt schon begrifflich wenigstens den äußeren Anschein einer Ehe voraus. Ein bloßes Konkubinat kann daher nicht konvalidiert werden, wohl aber stets eine Verbindung, die seinerzeit durch eine öffentliche Ehewillenserklärung (auch vor dem Standesamt) als Ehe konstituiert werden sollte.
2) Der Ehewille der Brautleute ist die Wirkursache jeder Ehe (can. 1057) daher ist die unerlässliche Voraussetzung für jede Gültigmachung einer nichtigen Ehe, dass der Ehewille beider Partner weiterhin besteht. Ist ein am Anfang bestehender Ehewille eines Partners im Lauf der Ehe weggefallen (widerrufen worden) ist jede Gültigmachung unmöglich.
3) Ganz allgemein ist die Behebbarkeit des Nichtigkeitsgrundes, der seinerzeit die Ungültigkeit des Eheabschlusses verursacht hat, Voraussetzung für die Konvalidation.
Behoben wird der Nichtigkeitsgrund entweder durch Wegfall (z. B. Tod des früheren Ehepartners) oder Dispens.
Liegt ein nicht behebbarer Ehenichtigkeitsgrund vor (z. B. enge Blutsverwandtschaft) ist eine Konvalidierung der Ehe natürlich nicht möglich.
4) Das Kirchenrecht kennt zwei Wege der Gültigmachung:
a) Der normale Weg ist die einfache Gültigmachung (convalidatio simplex), das ist die Gültigmachung durch eine Konsenserneuerung (cann. 1156–1160). Dieser Weg ist immer möglich, falls das Hindernis für die Gültigkeit nicht mehr besteht. Die Konsenserneuerung bewirkt die Gültigkeit der Ehe ex nunc.
b) Die zweite Möglichkeit ist die Heilung in der Wurzel (sanatio in radice) (cann. 1161–1165).
Falls der Ehewille eindeutig erklärt ist und gültig fortbesteht, und das entsprechende Hindernis entfallen ist, kann in bestimmten Fällen die Kirche die Ehe durch einen hoheitlichen Akt für gültig erklären, ohne dass die Gatten noch etwas tun müssen. Die Bedeutung der sanatio besteht u. a. darin, dass die Ehe ex tunc gültig ist.

##### Die einfache Gültigmachung
a) Eine Ehe, die wegen eines zum Zeitpunkt des Eheabschlusses vorliegenden Ehehindernisse nicht gültig zustande kam, kann nur konvalidiert werden, wenn das trennende Hindernis entweder von selbst weggefallen ist (mangelndes Alter, Tod des ersten Ehepartners) oder durch nachträgliche Dispens beseitigt wurde (Religionsverschiedenheit, Schwägerschaft) (can. 1156 § 1).
b) Eine wegen Konsensmangels ungültig geschlossene Ehe wird gültig gemacht, wenn der Partner, der keinen (gültigen) Konsens geleistet hat (z. B. wegen Ausschließens der ehelichen Treue, der Unauflöslichkeit, der Nachkommenschaft oder auch wegen eines relevanten Irrtums über eine zentrale Eigenschaft in der Persönlichkeit des anderen Partners etc.), nunmehr den Konsens leistet, vorausgesetzt, der vom anderen Partner geleistete Konsens dauert fort (can. 1159 § 1).
c) Die convalidatio simplex wird durch die Konsenserneuerung eines oder beider Partner vorgenommen; sie ist in Wahrheit ein Akt der Eheschließung. Die Konsenserneuerung muss ein neuer positiver Akt des Willens zur Ehe sein, den jener Partner zu leisten hat, der weiß oder auch nur glaubt, dass er in ungültiger Ehe lebt (can. 1157).
d) Die Form der Konsenserneuerung hängt davon ab, ob das trennende Ehehindernis bzw. der ursprüngliche Willensmangel beweisbar ist (offensichtlich ist, sicher feststeht) oder nicht.
- Ist es beweisbar, muss die kanonische Eheschließungsform eingehalten werden (can. 1158 § 1).
- Ist es nicht beweisbar, aber beiden Partnern bekannt, haben beide den Akt der Konsenserneuerung zu leisten, ohne dass sie an eine bestimmte Form gebunden wären.
- Ist das Hindernis nur einem Teil bekannt, so bewirkt seine private Konsenserneuerung eine gültige Ehe, sofern der andere Teil seinen Ehewillen noch aufrechterhält (can. 1158 § 2).

(Eine Beweisbarkeit ist dann gegeben, wenn das Hindernis im äußeren Rechtsbereich dergestalt bekannt ist, dass unter Berufung auf dieses Hindernis die Nichtigkeit der Ehe bewiesen werden könnte.)
e) Die Bedeutung der Konsenserneuerung liegt in einem sehr bewussten neuen, endgültigen, unwiderruflichen, sakramentalen Ja zu dem Ehepartner vor Gott und der Kirche. Ein solcher Entschluss beider Partner hier und jetzt kann eine wunderbare, „heilende“ Wirkung für das Gesamt der Ehe und Familie haben („Ich werde dich heute wieder heiraten!“). Aus diesem Grund ist auch die Konsenserneuerung der normale Weg der Gültigmachung einer Ehe; die sanatio in radice sollte eher die Ausnahme bleiben, für die ein gewichtiger Grund vorliegt.

##### Die Heilung in der Wurzel (sanatio in radice)
a) Die Heilung in der Wurzel (sanatio in radice) ist jene Form der Gültigmachung, die durch hoheitlichen Akt erfolgt, ohne dass eine Konsenserneuerung der Partner notwendig wäre (can. 1161 § 1). Da diese nicht aktiv werden müssen, kann sie (in besonderen Fällen!) u. U. sogar ohne das Wissen eines oder beider Partner vorgenommen werden (can. 1164). Die hoheitliche Heilung in der Wurzel bewirkt ex tunc die Gültigkeit der bisher nicht gültig geschlossenen Ehe und beinhaltet gleichzeitig die Dispens von einem etwa vorhandenen (dispensablen) Ehehindernis und/oder von der Formpflicht, falls diese seinerzeit missachtet wurde.
Voraussetzung für die Eheheilung in der Wurzel ist, dass zu diesem Zeitpunkt bei beiden Partnern ein ausreichender Ehewille vorhanden (can. 1162), und das etwa vorhandenes Hindernis dispensabel ist (can. 1163 § 2) (Hat es sich ursprünglich um ein naturrechtliches, nicht dispensierbares Hindernis gehandelt (z. B. Eheschließung nach geschiedener Ehe, Blutsverwandtschaft) dann ist keine Heilung in der Wurzel möglich, selbst wenn der ehemalige Partner inzwischen verstorben ist, sondern nur eine Konsenserneuerung)
b) Da der Ehewille der Brautleute die Wirkursache des Ehebundes ist (can. 1057 § 1), kann auch eine Eheheilung in der Wurzel nicht gültig vorgenommen werden, wenn auch nur einem Partner der ausreichende Ehewille fehlt; dabei ist es gleichgültig, ob der Ehewille von Anfang an fehlte oder mangelhaft war oder ob der ursprünglich vorhandene Ehewille später widerrufen wurde (can. 1162 § 1).
Wurde umgekehrt ein ursprünglich mangelhafter Ehewille später durch einen ausreichenden ersetzt, so kann die Ehe von dem Zeitpunkt der Konsensverbesserung an saniert werden (can. 1062 § 2), falls der Ehewille auch des anderen Partners noch intakt ist. Deshalb darf eine Eheheilung nur vorgenommen werden, wenn die Wahrscheinlichkeit dafür spricht, dass beide Partner ein wirkliches (gutes) Eheleben fortsetzen wollen (ca. 1161 § 3).
c) Zuständig ist der Bischof (schriftlicher Antrag an das Generalvikariat).

### Die Auflösung einer bestehenden Ehe
Der Grundsatz der Unauflöslichkeit der Ehe (can. 1141) gilt uneingeschränkt nur für die gültige, vollzogene sakramentale Ehe (matrimonium ratum et consummatum, can. 1061 § 1). Für nicht vollzogene und für Ehen zwischen Nichtgetauften, bei denen ein Ehepartner Christ wird, gibt es begrenzte Ausnahmen.
Diese betreffen ausschließlich
- den Fall einer zwar gültigen, jedoch nicht vollzogenen Ehe, sei es im Fall einer Ehe zwischen Nichtgetauften oder im Fall getaufter Eheleute (matrimonium ratum tantum, can. 1061 § 1);
- den Fall der Auflösung einer gültigen Ehe zwischen Nichtgetauften „zugunsten des Glaubens“.

#### Die Auflösung einer nicht vollzogenen Ehe
Nach can. 1142 kann eine nicht vollzogene Ehe durch den Papst „aus einem gerechten Grund“ aufgelöst werden. Eine nicht vollzogene Ehe (matrimonium non consummatum) ist eine Ehe, bei der nach dem Ehekonsens zwischen den Eheleuten kein Geschlechtsverkehr stattgefunden hat. Geschlechtsverkehr mit Verhütungsmitteln gilt jedoch nicht als Ehevollzug (die Unterscheidung zwischen mechanischen und anderen Verhütungsmitteln zu treffen ist veraltend).

#### Die Auflösung einer nicht sakramentalen Ehe zugunsten des Glaubens
Nicht-sakramental geschlossene Ehen, das heißt Ehen zwischen nicht-getauften Eheleuten können zugunsten des Glaubens eines Christ gewordenen Partners in Ausnahmefällen gemäß den cann. 1143–1150 und in entsprechenden nicht ausdrücklich gesetzlich geregelten Fällen aufgelöst werden.
- Einzelheiten dazu unter: Privilegium Paulinum und Privilegium Petrinum

## Wirkungen einer Ehe
Die Wirkungen der Ehe sind in den cann. 1134–1140 geregelt.
Die Eheleute selbst betreffen die cann. 1134–1135:

„Can. 1134 – Aus einer gültigen Ehe entsteht zwischen den Ehegatten ein Band, das seiner Natur nach lebenslang und ausschließlich ist; in einer christlichen Ehe werden zudem die Ehegatten durch ein besonderes Sakrament gestärkt und gleichsam geweiht für die Pflichten und die Würde ihres Standes.“

„Can. 1135 – Beide Ehegatten haben gleiche Pflicht und gleiches Recht bezüglich der Gemeinschaft des ehelichen Lebens.“

Die Erziehung der Kinder spricht can. 1136 an:

„Can. 1136 – Die Eltern haben die sehr strenge Pflicht und das erstrangige Recht, nach Kräften sowohl für die leibliche, soziale und kulturelle als auch für die sittliche und religiöse Erziehung der Kinder zu sorgen.“

Die Legitimität der Kinder in kirchenrechtlicher Perspektive die cann. 1137–1140:

„Can. 1137 – Ehelich sind die in einer gültigen Ehe oder in einer Putativehe empfangenen oder geborenen Kinder.“

„Can. 1138 – § 1. Vater ist jener, den die rechtmäßige Eheschließung als solchen ausweist, sofern nicht das Gegenteil aufgrund überzeugender Argumente bewiesen wird.“

„§ 2. Als ehelich vermutet werden jene Kinder, die mindestens 180 Tage nach dem Tag der Eheschließung oder innerhalb von 300 Tagen nach dem Tag der Auflösung der ehelichen Gemeinschaft geboren sind.“

„Can. 1139 – Nichteheliche Kinder werden legitimiert durch nachfolgende Eheschließung der Eltern, sei es eine gültige Ehe oder eine Putativehe, oder durch Reskript des Heiligen Stuhles.“

„Can. 1140 – Die legitimierten Kinder werden hinsichtlich der kanonischen Wirkungen in allem den ehelichen Kindern gleichgestellt, wenn nicht vom Recht etwas anderes ausdrücklich vorgesehen ist.“

## Prozessuales

### Der kirchliche Eheprozess
Die Feststellung der Nichtigkeit einer Ehe (Eheannullierung) obliegt allein der Kirche. Das formelle Eherecht (kirchliches Eheprozessrecht) ist allgemein im VII. Buch Prozesse und dort speziell im Titel III Besondere Arten von Verfahren, Titel I Eheprozesse in den Canones 1671–1707 geregelt.
- Einzelheiten siehe unter: Information des Bistums Limburg

### Die Vermutung für die Gültigkeit der Ehe
Nach can. 1060 kommt der Ehe der favor iuris zu:

„Can. 1060 – Die Ehe erfreut sich der Rechtsgunst, deshalb ist im Zweifelsfall an der Gültigkeit der Ehe so lange festzuhalten, bis das Gegenteil bewiesen wird.“

Somit wird der Nichtigkeitsprozess de facto gegen die Gültigkeitsvermutung geführt.
Steht die Tatsache der Eheschließung fest, so ist zunächst von der Gültigkeit der Ehe auszugehen. Wer die Nichtigkeit seiner Ehe behauptet, trägt die Beweislast. Erbringt er den Beweis, kann die Ehe für nichtig erklärt werden (Constat de nullitate matrimonii). Scheitert der Beweis, so muss auch im Zweifelsfall die Klage abgewiesen werden; das Urteil lautet dann: Non constat de nullitate matrimonii.
Die Notwendigkeit, das Nichtzustandekommen der Ehe zu beweisen, kann dazu führen, dass eine objektiv unwirksame Ehe aus prozessualen Gründen (weil die Ungültigkeit nicht bewiesen werden kann) nicht für unwirksam erklärt wird. Dies ist auch im staatlichen Recht in entsprechenden Fällen nicht anders. Die Konsequenz daraus kann allerdings nicht heißen, die Rechtsvermutung des can. 1060 abzuschaffen. In einem solchen Fall würden wohl zahlreiche Ehen für ungültig erklärt, die in Wirklichkeit gültig geschlossen sind. Die Bedeutung der Vermutung des can. 1060 hängt letztlich von der kirchengerichtlichen Praxis und von der Beweiswürdigung durch das Kirchengericht ab. Hiermit ist das Auseinanderfallen von äußerem und innerem Bereich zwar nicht völlig ausgeschlossen, aber doch auf wenige Fälle eingeschränkt.
Gemäß zweier apostolischer Schreiben Papst Franziskus’ vom September 2015 kann seit dem 8. Dezember 2015 unter Umständen bereits eine erste Instanz eine Ehe für nichtig erklären, sodass die Anrufung einer zweiten Instanz nicht mehr in jedem Fall erforderlich ist.